# Étienne Avenard
Pour les articles homonymes, voir Avenard.
Étienne Marie Ernest Avenard, né à Saint-Brieuc le 7 septembre 1873 et mort le 28 mars 1952 à Nice, est un céramiste, artiste décorateur et traducteur français.

## Biographie
Membre de la Société des artistes décorateurs et de la Nationale des beaux-arts, secrétaire général du Salon d'Automne, il obtient en 1925 la médaille d'or du Salon des arts décoratifs. 
Il expose à San Francisco, Amsterdam et Barcelone, au Musée de Sèvres et au Musée Galliéra qui conserve certaines de ses œuvres.  
Avenard a décoré, entre autres, la piscine de Juan-les-Pins, la Mairie de Nantes, la légation de Roumanie. Il s'est spécialisé dans une technique de la faïence à décor sur émail en s'inspirant des traditions persanes. 
Par ailleurs, collaborateur des Cahiers de la Quinzaine, il traduisit du norvégien, du suédois et du danois en français, de nombreux ouvrages. Il fut aussi le correspondant de L'Humanité à Saint-Pétersbourg (Russie) en 1904-1905 et 1906-1907. Il suivit les débuts puis la fin de la première révolution russe et interviewa Lénine.

## Distinction
Chevalier de la Légion d'honneur par décret du 22 mai 1926